# Ferrera (Calaf)
Ferrera és una masia fortificada de Calaf (Anoia) declarada bé cultural d'interès nacional.

## Descripció
És una casa fortificada amb elements gòtics situada al sud-oest del terme de Calaf a 759 m. d'altitud. Darrerament era una masia. És un casal rectangular amb façana a llevant amb un gran portal rectangular, i inicialment hi havia espitlleres però més tard s'obriren dues finestres petites. Aquesta era la part destinada a bestiar i a graner, i en el seu origen a la defensa. 

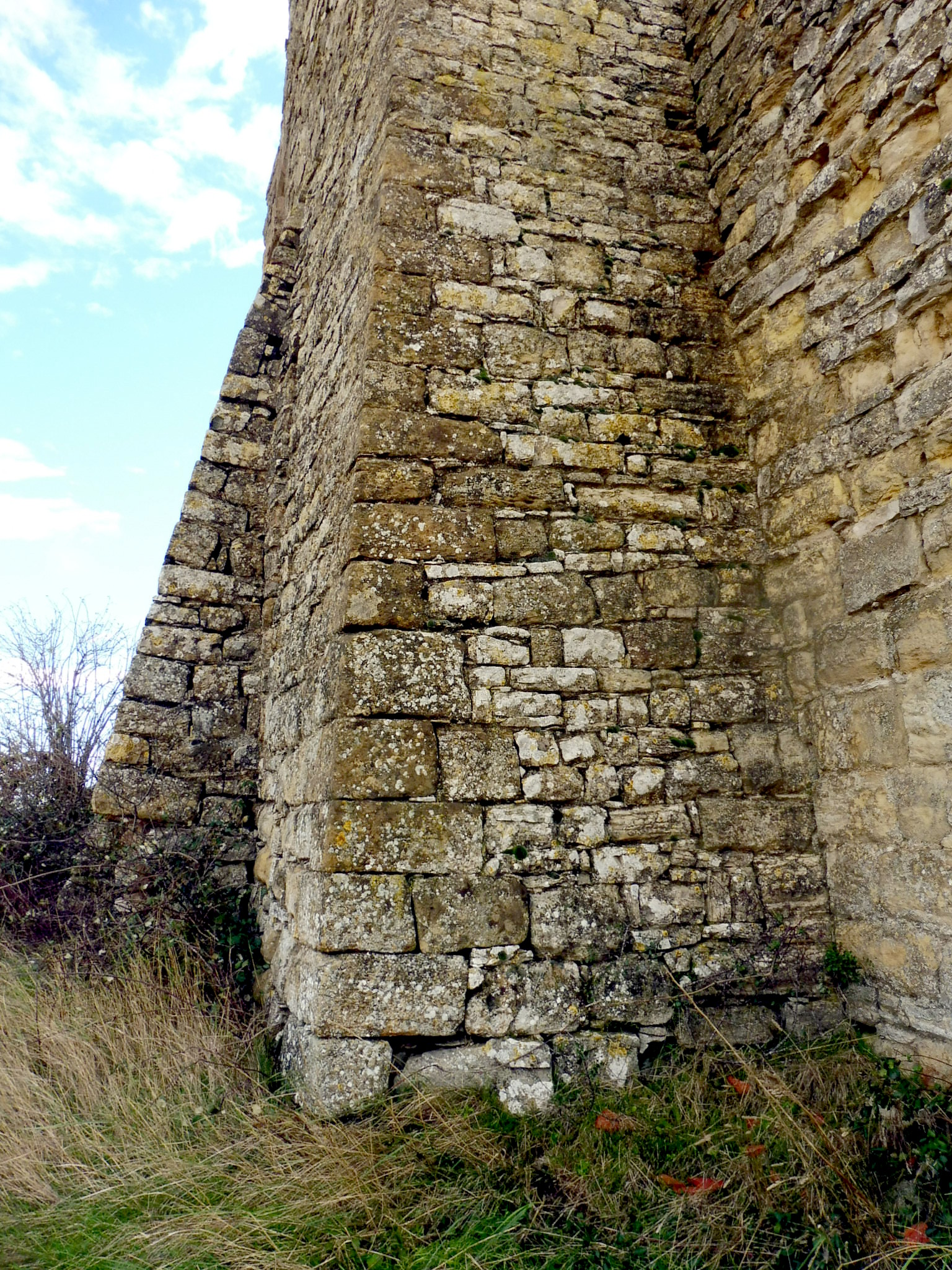
Contraforts al mur nord

El pis té quatre finestres quadrades amb marcs de pedra, alguns espoliats tardanament. A la part baixa hi ha arcs de mig punt per sostenir els trespols. Als angles i costats té contraforts atalussats que tenien funció defensiva i sustentant. Envolten el casal murs que formen una lliça, a la qual s'adossaren corts i altres dependències rurals. En l'edifici de pedra, es distingeix la part medieval i la remodelació feta entorn 1630 a la part superior.
S'hi va des de la carretera BV-1001 km 1,9.

## Història
El lloc és citat el 1015 quan el bisbe Borrell de Vic va confiar el levita Guillem de Mediona, el territori de Calaf perquè el repoblés amb els seus tres puigs o llocs fortificats de Calaf, Calafell i Farrera. Més tard estigué sota domini de la casa vescomtal de Cardona, que va donar part del seu territori a la canònica de Sant Vicenç de Cardona. Consta com a puig i lloc fortificat fins a finals del s. XV. Del s. XVI en davant fou habitat per una família cognominada Sala o els Sala de Ferrera. Darrerament ha esdevingut una masia. Mig segle d'abandonament i espoliació han contribuït a l'estat deplorable de conservació en què es troba, amb murs caiguts, si bé es manté el seu volum inicial.